# Древнерусское зодчество

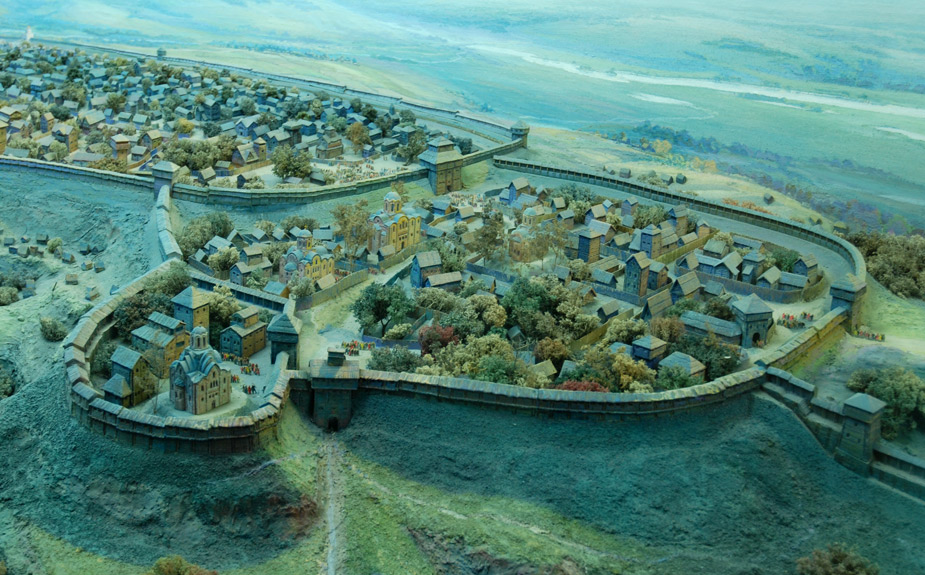
Макет Копырева конца Киева

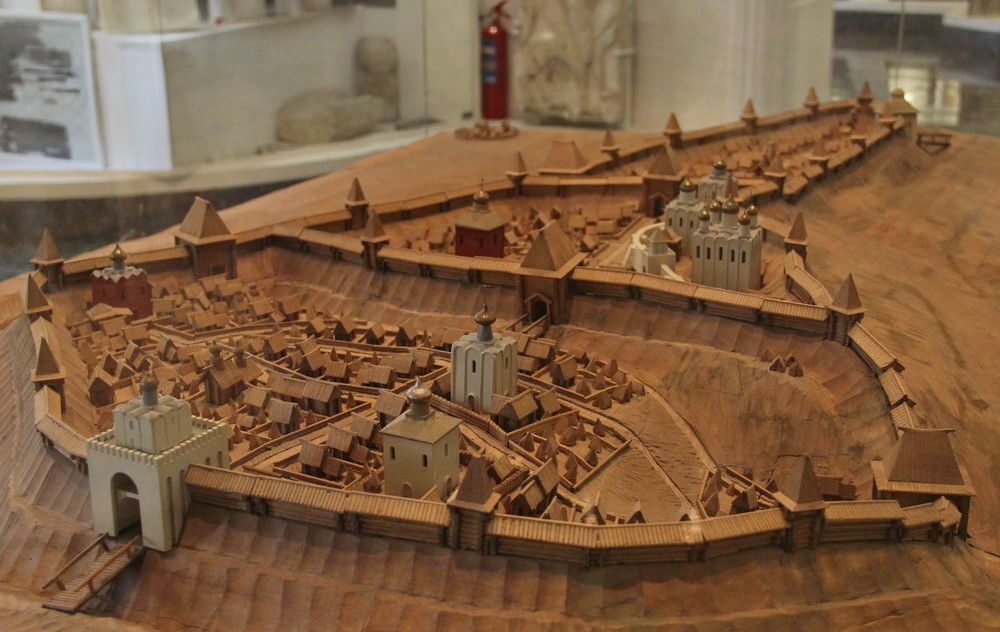
Макет древнерусского Владимира-на-Клязьме

Древнерусское зодчество — термин, объединяющий историю развития архитектуры Киевской Руси, русских княжеств и Русского государства с X по XVII век включительно. Архитектура являлась ведущим видом искусства в древнерусской культуре, вобравшим в себя остальные жанры художественного творчества. Древнерусское зодчество выделяют в отдельный период, поскольку типологически оно принадлежало средневековому искусству, имевшему по большей части религиозный и феодальный характер. Переход к архитектуре Нового времени в Русском государстве совершился только в начале XVIII века, в связи с реформами Петра I.
До конца X века на Руси не известно монументальное каменное зодчество, но существовали богатые традиции деревянного строительства, некоторые формы которого повлияли впоследствии на каменную архитектуру. Значительные навыки в области деревянного зодчества (см. русское деревянное зодчество) обусловили быстрое развитие каменной архитектуры и её своеобразие. После принятия христианства начинается возведение каменных храмов, принципы строительства которых были заимствованы из Византии. Вызванные в Киев византийские зодчие передали русским мастерам обширный опыт строительной культуры Византии.

## Общая характеристика

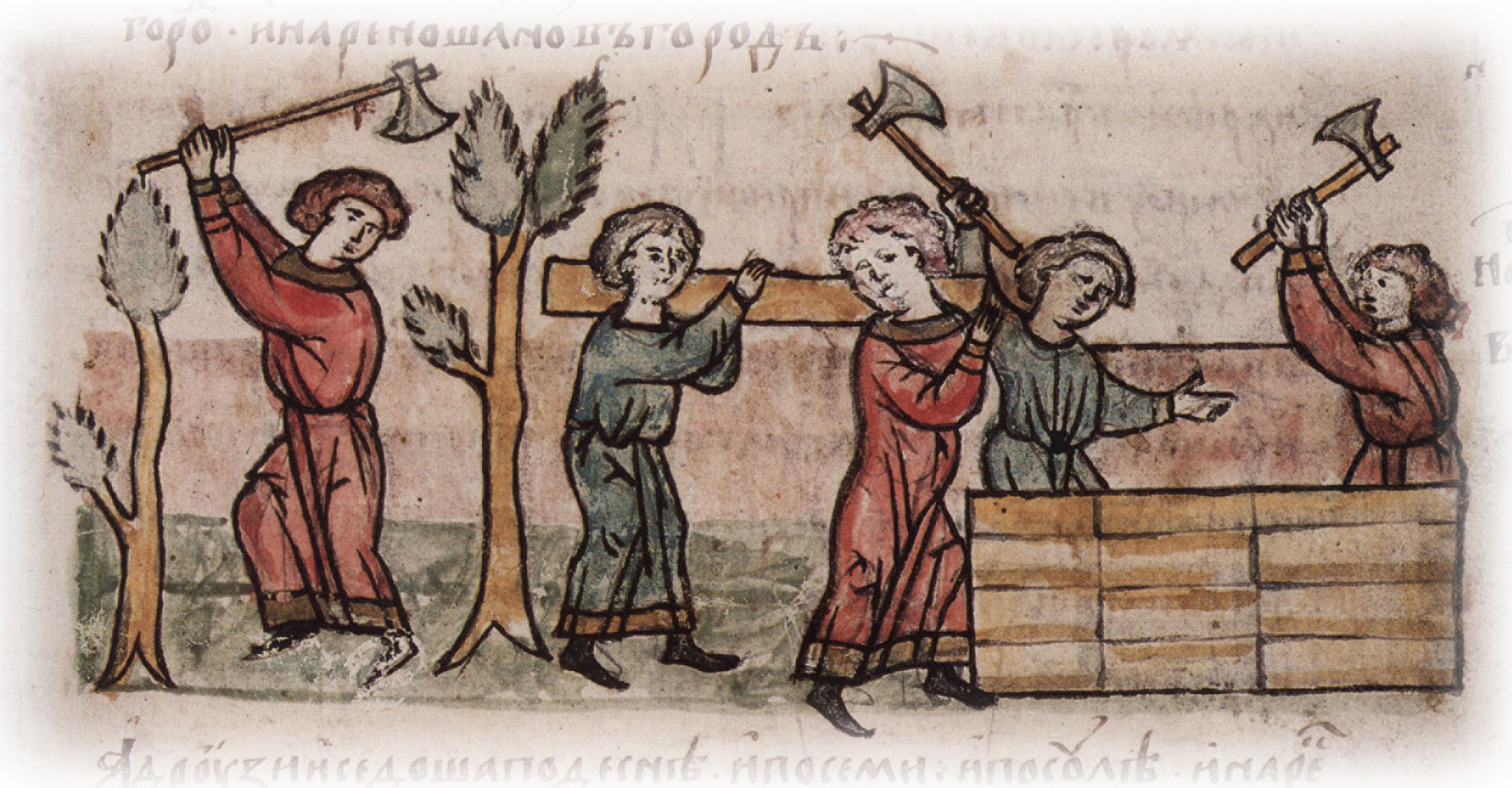
Строительство Новгорода ильменскими словенами. Миниатюра из Радзивилловской летописи, конец XV века

### Бесчертёжное проектирование
Главным классификационным признаком, позволяющим выделить целостный характер древнерусского зодчества периода X—XVII веков, чётко отличающим его от русской архитектуры Нового времени (с XVIII века), является бесчертёжное проектирование. Восемь веков развития русской средневековой архитектуры не оставили после себя ни одного архитектурного проектного чертежа, хотя известны условные чертежи XVI—XVII веков, составлявшиеся исключительно с административно-финансовыми и хозяйственными целями (фиксация права владения, иллюстрация отчётов и смет, и так далее). С ранним этапом становления монументального каменного зодчества на Руси связывается возникновение деревянных и глиняных моделей, служивших демонстрацией заказчику будущей постройки, но обязательность их изготовления не установлена в источниках, при этом не существовало и архитектурного обмера, необходимого для работы «по образцу». Единственный в древнерусской архитектуре достоверный пример строительства по чертежу и на основе модели зафиксирован в середине XVII столетия — возведение Воскресенского собора Новоиерусалимского монастыря.

### Периодизация и школы
Русское средневековое зодчество — важная часть истории русского общества, как и в большинстве стран Европы. Однако существенные различия между древнерусской архитектурой и средневековой архитектурой других европейских стран заключаются в количестве сохранившихся построек. Если романская архитектура Франции или Италии насчитывает сотни сохранившихся памятников, то на всей древнерусской территории сохранилось в более или менее целом состоянии около 30 построек домонгольского периода, в то время как археологии известно около 200 памятников.
Древнерусская архитектура домонгольского периода чётко делится на три периода: во-первых, архитектуру Киевской Руси, во-вторых, архитектуру периода возникновения удельных княжеств XII века и, в-третьих, конца XII — первой трети XIII века.
Архитектура Киевской Руси развивалась с конца X до рубежа XI—XII веков. Первые каменно-кирпичные постройки, связанные с окончательным сложением древнерусского государства и принятием христианства, появились на Руси в самом конце X века. Греческие мастера возвели первые монументальные постройки в Киеве. Самостоятельная строительная артель сложилась в городе в середине XI века. Киев выступал единственным центром, где имелись квалифицированные кадры, строившие соборы также в Новгороде и Полоцке. Лишь в конце XI века при участии греческих мастеров возникла строительная артель в Переяславле. В этот период были заложены русские архитектурно-строительные традиции, существенно отличавшие местную архитектуру от византийской.
Второй этап развития древнерусской архитектуры охватывал период с начала до 80—90-х годов XII века. В нескольких наиболее крупных политических центрах Руси возникли собственные строительные артели, в некоторых землях развитие архитектуры пошло в собственном направлении — были созданы самостоятельные региональные архитектурные школы. В первой половине XII века возникли пять таких школ: киево-черниговская (охватывала Киевскую, Черниговскую, Рязанскую, Смоленскую и Волынскую земли), новгородская (Новгородская и Псковская земли), полоцкая, галицкая, владимиро-суздальская (Северо-Восточная Русь).
Третий этап в развитии древнерусской архитектуры проявился к концу XII века. Раньше всех новые тенденции проявились в полоцком зодчестве, отошедшем от веяний киевской школы. Композиционные приёмы полоцкой школы развивались с 1180 годов в самостоятельной смоленской архитектурной школе. Смоленские зодчие вели строительство и в других землях — Рязани, Новгороде и даже Киеве. В киево-черниговской школе переход к новым архитектурным формам завершился в 1190-е годы. Небольшая самостоятельная школа возникла в Гродно. В начале XIII века новые тенденции отразились в архитектуре владимиро-суздальской, новгородской и галицкой школ. К этому времени в региональных школах проявились первые признаки интеграции, сложения первых элементов общности, однако развитие русского зодчества на данном этапе было прервано монгольским нашествием.
В более позднем зодчестве прямое продолжение получили только две архитектурные школы — новгородская и владимиро-суздальская. Традиция владимиро-суздальской школы послужила источником для возникновения и развития московской школы.

## Храмы и монастыри

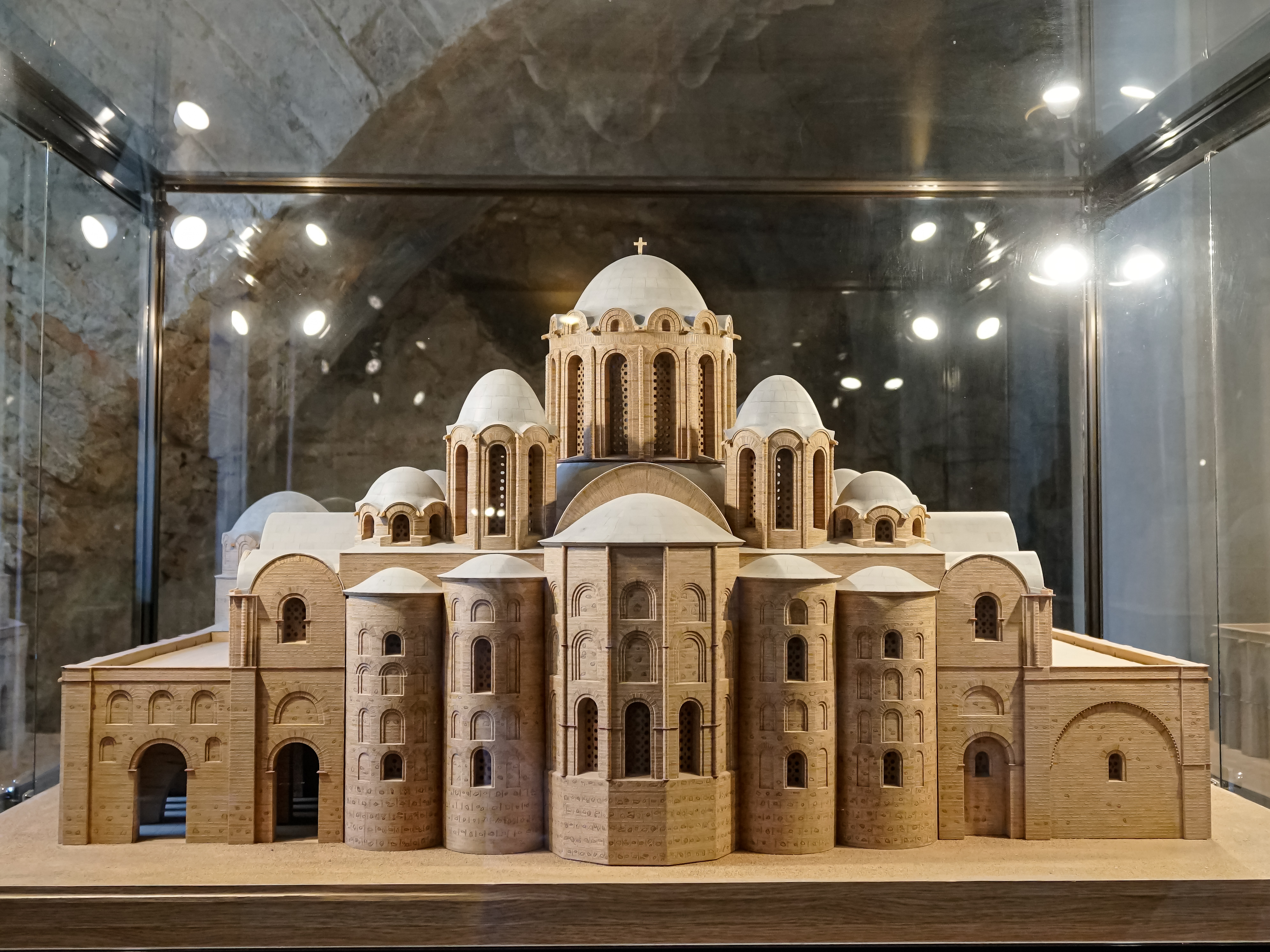
Макет-реконструкция первоначального вида Софийского собора в Киеве

Архитектурный стиль Древнерусского государства утвердился под влиянием византийского, но имел свои особенности. В домонгольское время повсеместно, в том числе в Северо-Восточной Руси, были распространены простые посводные покрытия, обычно с подкрестным камнем. Луковичные главы, предположительно, уже существовали, но не имели широкого распространения. Большинство ранних храмов были деревянными.
Первым каменным храмом древнерусского государства был храм Успения Пресвятой Богородицы в Киеве, известный как Десятинная церковь, строительство которого относят к 989—996 годам. Храм строился в качестве кафедрального собора неподалёку от княжеского терема. В первой половине XII века храм перенёс значительный ремонт. В это время был полностью перестроен юго-западный угол храма, перед западным фасадом появился мощный пилон, подпирающий стену. Эти мероприятия, вероятно, являлись восстановлением храма после частичного обрушения вследствие землетрясения.
Софийский собор в Киеве, построенный в XI веке, является одним из самых значительных архитектурных сооружений данного периода. Первоначально Софийский собор представлял собой пятинефный крестово-купольный храм с 13 главами. С трёх сторон он был окружён двухъярусной галереей, а снаружи — ещё более широкой одноярусной. Собор строился константинопольскими строителями при участии киевских мастеров. На рубеже XVII—XVIII веков был внешне перестроен в стиле украинского барокко. Храм внесён в список Всемирного наследия ЮНЕСКО.
По прямым известиям летописей и данным археологии, к середине XI века на Руси христианские храмы имелись в десяти городах. Каменные храмы имелись в Киеве — три каменных храма, Новгороде, Чернигове, Тмутаракани и, вероятно, в Переяславле Южном — по одной каменной церкви; точное число деревянных неизвестно. Деревянные храмы имелись также во Владимире Волынском, Вышгороде, Ростове, Белгороде (ныне село Белогородка Киевской области) и, вероятно, в Полоцке. За вторую половину XI века известно о строительстве ещё 18—19 каменных церквей: в Киеве — восьми, Переяславле — пяти и по одной в Новгороде, Полоцке, Смоленске, Вышгороде, Новгороде-Северском и, вероятно, в Минске. Таким образом, к концу XI века фиксируются 13 городов с церквями. В течение всего XI века на Руси было построено 25—26 каменных храмов. Кроме того, археология выявляет в основном каменное строительство, поэтому в XI веке могло существовать также некоторое количество неизвестных деревянных храмов.
Как показал Ярослав Щапов, помимо киевской митрополии, епископские кафедры были основаны в пяти городах — Новгороде, Чернигове, Переяславле Южном, Полоцке и Белгороде. Во всех этих городах, кроме Белгорода, к XI веку имелись каменные храмы. В Белгороде следы каменного строительства выявлены с XII века (церковь Апостолов), но ранее на этом месте находилась деревянная церковь. Во второй половине XI века епархии были основаны в Юрьеве на реке Рось и в Ростове. Первая каменная постройка в Ростове — Успенский собор — был заложен, согласно летописям, в 1161—1162 годах, вместо сгоревшей «чудной» церкви.
В первой половине XII века строится 38 храмов, во второй половине — ещё 112. К середине XII века имелось 19 населённых пунктов с каменным церковным строительством, а к концу столетия их было 37. Ко времени татаро-монгольского нашествия на Руси насчитывалось 53 населённых пункта с каменными храмами. Более двух третей каменных храмов, построенных на Руси во второй половине XII века — первой трети XIII века, приходится на северные земли. В 30-х годах XII века Киевская Русь распалась на полтора десятка княжеств. В их стольных городах возникали свои художественные направления, появились новые епархии. К середине XII века епархий на Руси было 12, в том числе восемь в южнорусских землях. Так, в 30-х годах XII века была основана епархия в Смоленске, в 30—40-х годах — в Галиче, в конце этого столетия — в Рязани, в начале XIII века — в Суздале.

## Крепостные и оборонительные постройки

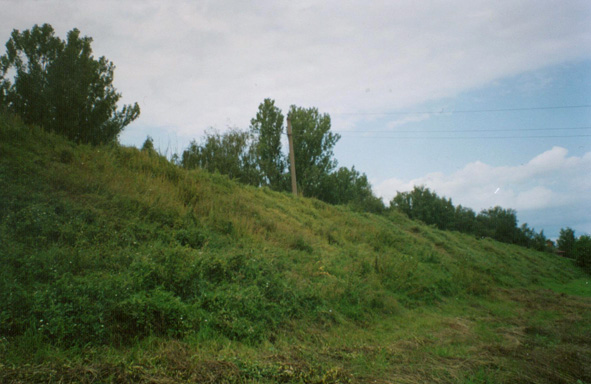
Валы Переславского кремля в Переславле-Залесском

В истории Древней Руси укрепления играли огромную роль. Они постоянно менялись и совершенствовались в зависимости от исторической обстановки и характера вражеских нападений. Значительное влияние на архитектуру оборонительных сооружений оказывали развитие военной тактики и осадных средств. С развитием экономики и производительности на Руси росло число укреплений. Их возведением занимались те же мастера, которые создавали как здания, ставшие памятниками культуры, так и обычные жилые постройки.
Большинство укреплений и крепостей в Древнерусском государстве были деревянными. По мнению историка Тихомирова, в условиях отсутствия огнестрельного оружия и слабого применения осадных орудий, такая защита была вполне достаточной. Для русских укреплений того времени характерны такие части как ров, городские стены, забрала и насыпной вал. Крепости, как правило, строились на естественном возвышении, чаще всего на мысу при впадении одной реки в другую. Такое положение послужило причиной, по которой во многих славянских землях городские укрепления и крепости именовались «вышгородами». Иногда оборонительные сооружения строили у крутых и обрывистых оврагов, делавшими их недоступными с разных сторон. В лесистых и болотистых местностях Северной Руси крепости располагались на невысоких холмах. В качестве прикрытий для них использовались топкие низины и болота. Для таких крепостей типичен высокий вал, как например в Дмитрове.

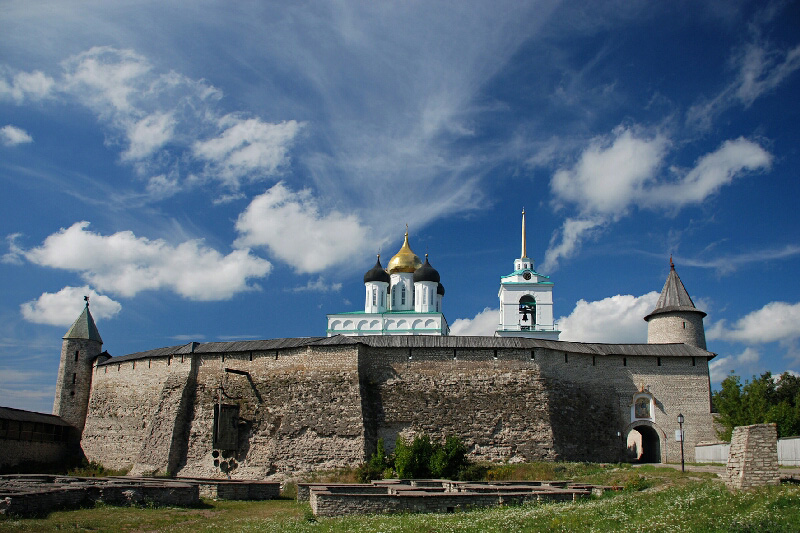
Псковский Кром (Кремль)

Основным видом городских укреплений были городские стены. Они устанавливались на валах и состояли из городниц — деревянных срубов, наполненных землёй. В некоторых крепостях срубы оставляли пустыми, приспосабливая под жилье и хозяйственные нужды. На верху стен имелась широкая площадка, внешнюю сторону которой прикрывали «забрала» или «заборола». В них были устроены щели для стрельбы по противнику — «скважни». Стены укреплялись «вежами» — башнями, иногда на каменном фундаменте. Также в стенах располагались ворота, количество которых зависело от размера крепости или города. При этом термин «отворити ворота» означал сдачу города. В столицах княжеств присутствовало стремление к обозначению больших парадных ворот, как например Золотые ворота в Киеве или Владимире, бывшие монументальными постройками башенного характера. В угрожаемых местах крепостные стены дополнялись рвом, мосты через который строили на столбах.
Крупные города и крепости состояли из внутренней крепости, детинца и внешних укреплений. По мере разрастания города за крепостные стены создавались новые стены, образующие новый пояс укреплений, именуемых острогом. Поддержка и обновление городских стен были важной частью жизни древнерусского города. Этим заведовал специально назначаемый человек — «городник», а население платило пошлину — «городное».